# Чураков, Александр Николаевич
Алекса́ндр Никола́евич Чураков (19 (31) августа 1887 года, Ржев, Тверское наместничество, Российская империя — 7 января 1954 года, Москва, СССР) — российский и советский геолог, автор более 100 научных публикаций. Доктор геолого-минералогических наук (1935), профессор. Участник и докладчик на 17-й сессии международного геологического конгресса. Руководитель геологических секторов Дальневосточной (1933—1935) и Ойротской (1936—1937) комплексных академических экспедиций Совета по изучению производительных сил. Конструктор геологических приборов.

## Биография
Родился 31 (19) августа 1887 года в городе Ржев Тверского наместничества Российской империи.
Поступил в Петербургский университет на юридический факультет. Затем перевёлся на естественное отделение физико-математического факультета того же университета, которое и окончил в 1910 году. Был оставлен в университете при геологической кафедре для специализации.
С 1911 года преподавал в некоторых учебных заведениях Петербурга, Горном институте, Женском педагогическом институте, Институте гражданских инженеров. Также преподавал в Военно-политической академии.
В 1913 году начал работать в Геологическом комитете практикантом. В 1921—1933 годах работал там же старшим геологом. Затем перешёл в систему Академии наук СССР. Переехав в Москву, устроился работать в Институт геологических наук АН СССР, где и проработал до конца своей жизни.
Занимался научно-исследовательской деятельностью. Руководил большой экспедицией по изучению сибирских месторождений марганца, давал консультации для различных отрядов, занятых разведкой и поисками этого полезного ископаемого.
В 1933—1935 годах руководил геологическими исследованиями вдоль находившейся в проекте трассы Байкало-Амурской магистрали, занимая должность начальника геологического сектора Дальневосточной комплексной академической экспедиции Совета по изучению производительных сил. В ходе этой экспедиции в 1933 году едва не погиб при аварии катера. К моменту начала экспедиции имел учёное звание профессора.
В 1936—1937 годах возглавлял геологические работы Ойротской комплексной экспедиции Совета по изучению производительных сил.
В 1937 году был участником и докладчиком на 17-й сессии международного геологического конгресса. В том же году был избран членом Международной геологической комиссии.
Занимался решением некоторых технических вопросов. Например, им были сконструированы приборы для быстрого определения удельного веса минералов и для измерения элементов магнитного поля. В 1935 году ему была присуждена учёная степень доктора геолого-минералогических наук.
Географически его основные исследования касались регионов Дальний Восток, Сибирь, Средняя Азия (Туркмения), Урал. В область его научных интересов входили геология, стратиграфия, тектоника, геология полезных ископаемых.
Был членом Московского общества испытателей природы, Всесоюзного минералогического общества. Всего им было опубликовано более 100 научных работ.
Умер 7 января 1954 года в Москве.

## Список публикаций
1. Чураков А. Н. К вопросу о структуре и росте трубчатых сталактитов // Тр. СПб. об-ва естествоиспыт. 1911. Отд. геол. и минерал. — 1911. — Т. 35, вып. 5. — С. 175—209.
2. Чураков А. Н. К вопросу о структуре и росте трубчатых сталактитов. — СПб. : тип. М. Меркушева, 1911. — [2], 35 с.
3. Чураков А. Н. Определение минерализации воды из Кыштымова ключа с целью обеспечения питьевой водой курорта Шира в Енисейской губ. // Изв. Геол. ком. — 1914. — Т. 33, № 9.
4. Чураков А. Н. Исследование геологического строения восточного склона Кузнецкого Алатау // Изв. Геол. ком. — 1915. — Т. 34, № 1.
5. Чураков А. Н., Соколов Д.С. О местности между рч. Бирей и р. Енисеем и переходе через последний в урочище Майдаши в связи с постройкой Ачинск-Минусинской ж.д. : Проток. // Изв. Геол. ком. — 1915. — Т. 34, № 3. — С. 3—12.
6. Чураков А. Н. О полярной экспедиции Седова // Геол. вестник. — 1915. — Т. 1, № 1. — С. 60—61.
7. Чураков А. Н. Геологические исследования в Султан-Уиз-Даге : Отчет // Изв. Геол. ком. — 1916. — Т. 35, № 1. — С. 136—139.
8. Чураков А. Н. Материалы для тектоники Кузнецкого Алатау: Геологическое строение западной части Минусинского уезда Енисейской губернии между долинами речек Уйбата и Бири и истоками речки Биджи. — 1916. — VI, 126, [8] с. — (Тр. Геол. ком.; Вып. 145).
9. Чураков А. Н. Осмотр и сбор материала по новейшим разведочным работам на месторождениях медных и железных руд Минусинского уезда : Отчет // Изв. Геол. ком. — 1917. — Т. 36, № 1. — С. 209—216.
10. Чураков А. Н. Осмотр месторождений россыпного золота по р.р. Тубе, Казыру, Кизиру и Амылу // Изв. Геол. ком. — 1917. — Т. 36, № 1. — С. 451—452.
11. Преображенский П.И., Чураков А. Н. Слюда : КЕПС. — 1918. — 12 с. — (Естественные производительные силы России. Т. 4. Полезные ископаемые; Вып. 26).
12. Преображенский П.И., Чураков А. Н. Асбест : КЕПС. — 1918. — 13 с. — (Естественные производительные силы России. Т. 4. Полезные ископаемые; Вып. 27).
13. Чураков А. Н. Работы по составлению десятивёрстной карты в пределах юго-западной части Верхнеудинского уезда (лист 140) : Отчет // Изв. Геол. ком. — 1918. — Т. 37, № 1. — С. 34—37.
14. Чураков А. Н. Геологические исследования в Назямских горах и в Б. Таганае в Златоустовском округе на Урале : Отчет // Изв. Геол. ком. — 1919. — Т. 38, № 1. — С. 166—174.
15. Чураков А. Н. Геологическая съемка восточной окраины Кузнецкого Алатау, в работе к югу и западу от сел. Чебаки: (западная половина двухвёрстного планшета Ц-3) : Отчет // Изв. Геол. ком. — 1920. — Т. 39, № 2. — С. 119—128.
16. Чураков А. Н. Геологическое строение Кузнецкого Алатау в бассейне Малого Черного Юса // Изв. Геол. ком. — 1920. — Т. 39, № 2.
17. Чураков А. Н. Геологическая съемка в Ачинском уезде Енисейской губ. в центральной части Кузнецкого Алатау и экскурсия по долине р. Базаихи около Красноярска : Отчет // Изв. Геол. ком. — 1921. — Т. 40, № 7. — С. 316—318.
18. Чураков А. Н. Геологическое строение Кузнецкого Алатау между долинами р. Сарели и Большим Черным Юсом // Изв. Геол. ком. — 1921. — Т. 40, № 7.
19. Чураков А. Н. Детальная съемка планшета Х-(-2) низовья Черного и Белого Юса в Ачинском у. Енисейской губ. : Отчет // Изв. Геол. ком. — 1922. — Т. 41, № 10. — С. 280—288.
20. Чураков А. Н. Как изучать историю земной коры // Изв. Военно-полит. ин-та им. Н.Г. Толмачева. — 1923.
21. Чураков А. Н. Минусинский угленосный бассейн и его промышленное значение // Топл. дело. — 1923. — № 6. — С. 27—30 : карт.
22. Чураков А. Н. Первый Всероссийский геологический съезд // Геогр. вестник. — 1923. — Т. 2, № 1/2. — С. 15—24.
23. Чураков А. Н. Геологическая съемка в Ачинском уезде Енисейской губ. в пределах Саралинского золоторудного района : Отчет // Изв. Геол. ком. — 1924. — Т. 43, № 2. — С. 160—161.
24. Чураков А. Н. Геологическое строение Кузнецкого Алатау между Большим и Малым Черным Юсом // Изв. Геол. ком. — 1924. — Т. 43, № 2.
25. Чураков А. Н. Краткая инструкция для производства геологических наблюдений // Педагогический сборник «Летняя школа». — 1924. — Вып. 2.
26. Чураков А. Н. Геологическая съемка западного склона Кузнецкого Алатау между истоками В. Терси, долиной Усы и Белой Усы : Отчет // Изв. Геол. ком. — 1925. — Т. 44, № 2. — С. 83—84.
27. Чураков А. Н. Платина. Ее добыча и применение: Учеб пособие. — Л. : Изд. Военно-полит. ин-та им. Толмачева, 1925.
28. Чураков А. Н. Геологическая съемка западного склона Кузнецкого Алатау в верховьях р. Усы : Отчет // Изв. Геол. ком. — 1926. — Т. 45, № 4. — С. 247—248.
29. Чураков А. Н. О необходимости поисков оловянных руд в Восточном Саяне и в других местах Енисейского кряжа // Поверхность и недра. — 1926. — № 5, 10/12.
30. Чураков А. Н. История развития наших представлений о строении северо-западной окраины «древнего темени Азии» // Изв. Геол. ком. — 1927. — Т. 46, № 1. — С. 45—69 : ил. : табл. : карт.
31. Чураков А. Н. Простой способ определения скорости фотографического затвора // Вестн. Геол. ком. — 1927. — № 7. — С. 49—51 : ил.
32. Чураков А. Н. 59. — В: Основные вопросы стратиграфии Кузнецкого Алатау и Восточного Саяна // Зап. ВМО. — 1930. — № 1. — С. 144—146.
33. Чураков А. Н. Усилить изыскания железных руд в Средней Сибири // Красный геолог-разведчик : [газета]. — 1930. — № 10 (19 сентября).
34. Чураков А. Н. Новое месторождение галек кремнистого сланца в Хакасском округе (Западно-Сибирский край) // Изв. ГГРУ. — 1931. — Т. 50, вып. 60. — С. 937—939.
35. Чураков А. Н. Первые признаки протерозойского железного оруденения в Енисейском кряже // Вестн. ВГРО. — 1931. — Т. 6, № 9/10. — С. 5—9.
36. Чураков А. Н. Современное состояние наших знаний о стратиграфии и тектонике древних отложений южной части Средней Сибири // Изв. АН СССР. ОМЕН. — 1931. — № 1. — С. 55—84.
37. Чураков А. Н. Современное состояние наших знаний о стратиграфии и тектонике древних отложений южной части Средней Сибири // Изв. АН СССР. ОМЕН. — 1931. — № 2. — С. 179—197.
38. Чураков А. Н. Современное состояние наших знаний о стратиграфии и тектонике древних отложений южной части Средней Сибири // Изв. АН СССР. ОМЕН. — 1931. — № 3. — С. 361—386.
39. Чураков А. Н. Современное состояние наших знаний о стратиграфии и тектонике древних отложений южной части Средней Сибири // Изв. АН СССР. ОМЕН. — 1931. — № 4. — С. 541—556.
40. Чураков А. Н. Теоретические предпосылки для поисков новых месторождений железных руд в южной части Средней Сибири // Вестн. ГГРУ. — 1931. — Т. 6, № 3/4. — С. 47—52.
41. Чураков А. Н. Грандиозная задача: [Об экспедиции на Северной Земле] // Разведка недр. — 1932. — № 9/10. — С. 10—12 : карт.
42. Чураков А. Н. История геологического развития южной части Средней Сибири от середины протерозойской эры до нижнесилурийской эпохи включительно // Изв. АН СССР. Сер. 7. — 1932. — № 10. — С. 1459—1472 : ил.
43. Чураков А. Н. Кузнецкий Алатау: История его геологического развития и его геохимические эпохи. — М.; Л. : Изд-во АН СССР, 1932. — 115 с. : Прил. Кузнецкий Алатау. Сводная геологическая карта. Масштаб 1:1 000 000. 1931. — (Очерки по геологии Сибири; Вып. 3).
44. Чураков А. Н. О работе Арктического института на Северной Земле // Изв. ВГРУ. — 1932. — Т. 2, № 9.
45. Чураков А. Н. О соотношении между кембрием и протерозоем в Кузнецком Алатау // Изв. АН СССР. Сер. 7. — 1932. — № 1. — С. 67—70 : табл.
46. Чураков А. Н. Отчет по геологии Сибири: Кузнецкий Алатау: история его геологического развития и его геологические эпохи. — Л. : Изд-во АН СССР, 1932. — 120 с.
47. Tchurakov A.N. Stratigraphy and tectonics of the Proterozoic formations in South-Central Siberia :  [англ.] // GSA Bull. — 1932. — P. 585—580.
48. Tchurakov A.N. Traces of Proterozoic glaciation in the southern part of Central Siberia :  [англ.] // GSA Bull. — 1932. — P. 581—602.
49. Чураков А. Н. Протерозойское оледенение и история развития северной части Енисейского кряжа. — М.; Л. : ОНТИ НКТП СССР, 1933. — 70 с. — (Тр. ВГРО; Вып. 292).
50. Чураков А. Н., Сумгин М.И., Славянов Н.Н. Байкало-Амурская экспедиция // Отчет о деятельности АН СССР в 1934 г. — М.; Л. : Изд-во АН СССР, 1935. — С. 202.
51. Чураков А. Н. В таежных дебрях Дальнего Востока // Отчет о деятельности АН СССР в 1934 г. — М.; Л. : Изд-во АН СССР, 1935. — С. 234—253 : карт.
52. Чураков А. Н. История геологического развития южной части Средней Сибири от середины протерозойской эры до наших дней. — М.; Л. : Изд-во АН СССР, 1935. — 29 с. — (Очерки по геологии Сибири; Вып. 3а).
53. Чураков А. Н. Л. Г. Котельников: [Некролог] // Материалы по геологии Северо-Байкальского нагорья и Олекминского Становика // Тр. СОПС. Сер. Вост.-Сиб.. — 1935. — № 2. — С. 3—12.
54. Чураков А. Н. Крупнейший деятель науки: [Некролог А.П. Карпинского] // Вестн. АН СССР. — 1936. — № 7. — С. 57—59.
55. Пэк А. В., Чураков А. Н. Султан-Уиз-Даг. — М.; Л. : Изд-во АН СССР, 1936. — 169 с. — (Тр. Таджиско-Памирской экспедиции; Вып. 73).
56. Чураков А. Н. Протерозойские оледенения Сибири // Международный геологический конгресс. 17 сессия. СССР. 1937: Тез. докладов. — М.; Л. : ОНТИ, Гл. ред. горно-топл. и геол. развед. лит, 1937. — С. 216—217.
57. Чураков А. Н. [Рец. В.А. Обручев. История геологического исследования Сибири: Период четвертый. (1889-1917 гг.). М.; Л.: Изд-во АН СССР, 1937. 574, [126] с.] // Вестн. АН СССР. — 1938. — № 7/8. — С. 94—99.
58. Чураков А. Н. Следы протерозойского оледенения на юге Средней Сибири // Академику В.А. Обручеву к 50-летию научной и педагогической деятельности. — М.; Л. : Изд-во АН СССР, 1938. — Т. 1. — С. 41—70.
59. Чураков А. Н. Следы протерозойского оледенения в юго-восточной части Горного Алтая // Академику В.А. Обручеву к 50-летию научной и педагогической деятельности. — М.; Л. : Изд-во АН СССР, 1938. — Т. 1. — С. 71—89 : ил.
60. Чураков А. Н. Докембрий Дальнего Востока и Восточного Забайкалья // Стратиграфия СССР. — М.; Л. : Изд-во АН СССР, 1939. — Т. 1: Докембрий.
61. Чураков А. Н. О необходимости составления справочных карт геологической изученности // Научная конференция по изучению и освоению производительных сил Сибири: [Томск. 25-30 июня 1939 г.]: Тез. докладов. — Томск : Томск. гос. ун-т, 1939. — С. 96—97.
62. Чураков А. Н. Основные методы стратиграфического сопоставления протерозойских отложений Сибири // Научная конференция по изучению и освоению производительных сил Сибири: [Томск. 25-30 июня 1939 г.]: Тез. докладов. — Томск : Томск. гос. ун-т, 1939. — С. 95—96.
63. Чураков А. Н. Существует ли протерозой на юге Средней Сибири // Изв. АН СССР. Сер. геол. — 1939. — № 1. — С. 41—62 : табл.
64. Чураков А. Н. Исследования по стратиграфии Западной Сибири // Краткий обзор научных работ института за 1939 г. — М.; Л. : Изд-во АН СССР, 1940. — С. 215—218. — (Тр. ИГН АН СССР; Вып. 53).
65. Чураков А. Н. Протерозойское оледенение Сибири // Международный геологический конгресс. 17 сессия. СССР. 1937: Труды. Т. 6. — М. : Гостоптехиздат, 1940. — С. 23—30 : карт.
66. Чураков А. Н. Геологическое строение восточной части Айгулакского и западной окраины Курайского хребтов // Горный Алтай: Тр. Ойротской комплексной экспедиции. Геология. Т. 1. — М.; Л. : Изд-во АН СССР, 1941. — С. 97—169 : ил.
67. Чураков А. Н. Замечательный исследователь [акад. В.А. Обручев] // Известия. — 1941. — № 64 (7440) (18 марта).
68. Галкин И.Я., Галкин П.И., Дымский Г.А., <…> Чураков А. Н. Глины строительные // Неметаллические ископаемые СССР. Т. 4. — М.; Л. : Изд-во АН СССР, 1941. — С. 472—647 : ил.
69. Чураков А. Н. История возникновения, задачи и основные итоги работ геологической части Ойротской комплексной экспедиции // Горный Алтай: Тр. Ойротской комплексной экспедиции. Геология. Т. 1. — М.; Л. : Изд-во АН СССР, 1941. — С. 3—11.
70. Чураков А. Н. О необходимости планомерного изучения докембрийских образований в СССР // Изв. АН СССР. Сер. геол. — 1941. — № 2. — С. 3—12.
71. Чураков А. Н. Протерозой северо-западной части Восточного Саяна. — М. : Изд-во АН СССР, 1941. — 97 с. — (Тр. ИГН АН СССР; Вып. 52. Геол. сер. № 16).
72. Чураков А. Н. [Ред.] Горный Алтай: Тр. Ойротской комплексной экспедиции. Геология. Т. 1. — М.; Л. : Изд-во АН СССР, 1941. — 307 с.
73. Чураков А. Н. О месторождениях марганца в Западной и Средней Сибири // Изв. АН СССР. Сер. геол. — 1944. — № 4. — С. 109—133.
74. Чураков А. Н. Значение водорослей для определения возраста древних свит: Водоросль Osagia // Изв. АН СССР. Сер. геол. — 1945. — № 3. — С. 135—149.
75. Чураков А. Н. Своеобразный разрыв между флорой и фауной в пермо-карбоновых отложениях Горного Алтая и практическое значение этого явления // Вопросы геологии Сибири. — М. : Изд-во АН СССР, 1945. — Т. 1. — С. 94—116 : ил.
76. Чураков А. Н. Александр Петрович Карпинский: (к 100-летию со дня рождения) // Наука и жизнь. — 1947. — № 2. — С. 35—40 : порт.
77. Чураков А. Н. Русская платформа и окаймляющие ее щелочные породы // Изв. АН СССР. Сер. геол. — 1947. — № 1. — С. 83—104 : ил.
78. Чураков А. Н. Владимир Афанасьевич Обручев: (К 85-летию со дня рождения) // Советская геология. — 1949. — № 37. — С. 3—15 : порт.
79. Чураков А. Н. Геологические и географические исследования В.А. Обручева в Сибири и Центральной Азии // Очерки по истории геологических знаний. — М. : Изд-во АН СССР, 1953. — Вып. 2. — С. 20—40.
80. Чураков А. Н., Обручев В. В. Вступительная статья // Владимир Афанасьевич Обручев. — М. : Наука, 1965. — С. 11—24. — (Материалы к биобиблиографии ученых СССР. Сер. геол. наук; Вып. 20).

## Прибор для быстрого определения удельного веса минералов
Разработанный Чураковым прибор для быстрого определения удельного веса минералов представляет собой выполненный из металла (дуралюминия или латуни) ареометр постоянного веса. В верхней и нижней части прибора имеются чашечки для взвешивания в воде и воздухе, также имеются груз (с возможностью его увеличения или уменьшения), пустотелый поплавок и нижняя чашечка с дырочками. Столбик прибора — строго цилиндрический, с произвольными, но равно отстоящими друг от друга делениями. Вес груза и поплавка должны быть подобраны таким образом, чтобы опущенный в воду ареометр был погружён на глубину около нуля.
Порядок работы:
1. В воду опускается ареометр. Отсчётом деления на уровне воды получается величина {\displaystyle x}.
2. Минерал кладётся на верхнюю чашечку прибора. Отсчётом деления на уровне воды получается величина {\displaystyle y}.
3. Минерал перекладывается на нижнюю чашечку прибора. Отсчётом деления на уровне воды получается величина {\displaystyle z}.

Удельный вес минерала вычисляется по формуле
{\displaystyle q={\frac {y-x}{y-z}}.}
Для определения удельного веса минерала на приборе Чуракова вполне достаточно 1 грамма вещества, одно измерение занимает 2—3 минуты. При посредственной тщательности измерений точность определения достигает десятых долей единицы.
Помимо чувствительности прибора и тщательности работы на точность измерения могут влиять смачиваемость и величина кусков минерала, поэтому рекомендуется выбирать большие куски минерала и не трогать их руками. Также на точность измерения могут влиять пузырьки воздуха на поверхности погружённых в воду прибора и минерала, поэтому для измерений
лучше подходит предварительно прокипячённая и затем остуженная вода.
Геологи Центрального научно-исследовательского геологоразведочного института Вогман и Годлевский отзывались о приборе системы Чуракова, как о незаменимом в полевых условиях, ввиду простоты работы и лёгкости расчётов. П. А. Сухов рекомендовал этот прибор для полевого использования в работе каждого геолога-исследователя, а также полагал, что он может быть использован и в лабораторных условиях, хотя и не годится в качестве замены пикнометра и других приборов для точного измерения удельного веса.

## Отзывы
В опубликованной в 1916 году первой большой работе Чуракова «Материалы для тектоники Кузнецкого Алатау», которую он предполагал представить в качестве магистерской диссертации, были обобщены новые (на том момент) данные пород (их петрографического состава и стратиграфии) кембрийского и более древних геологических периодов в ранее неизученном обширном районе, а также была предложена расшифровка его тектонических особенностей. Чураков неоднократно возвращался к этим вопросам в своих более поздних работах. Наиболее крупные работы Чуракова посвящены изучению складчатых областей в Западной Сибири. Его исследования, в которых он пытался расшифровать геологическое строение районов, окружающих минусинские впадины Восточного и Западного Саянов, Горного Алтая и Кузнецкого Алатау, имели особенно большое значение. В результате этих исследований Чураковым был сделан вывод о том, что в пределах этих горных массивов широко распространены докембрийские породы и, соответственно, эти складчатые структуры сформировались в допалеозойское время. Чураков постоянно занижал, относя их к докембрию, возраст многих толщ нижнепалеозойского периода образования, вследствие твёрдой приверженности идее о решающем значении так называемого «древнего темени Азии» в тектоническом строении Сибири. Неотступное следование этим идеям отстаивалось им во всех его печатных трудах. Сообщение Чуракова об открытии им в Сибири следов протерозойского оледенения вызвало в своё время большой интерес. Несмотря на то, что в последующем была опровергнута часть его доводов в пользу этого открытия, отдельные утверждения оставались предметом научных дискуссий и в начале 1960-х годов. Не ограничиваясь решением только геологических проблем, решал и некоторые технические вопросы, конструируя приборы. Занимаясь преподавательской деятельностью, благодаря исключительному умению логично и убедительно подавать материал, проявил себя блестящим лектором.